# Kim Boo-kyum

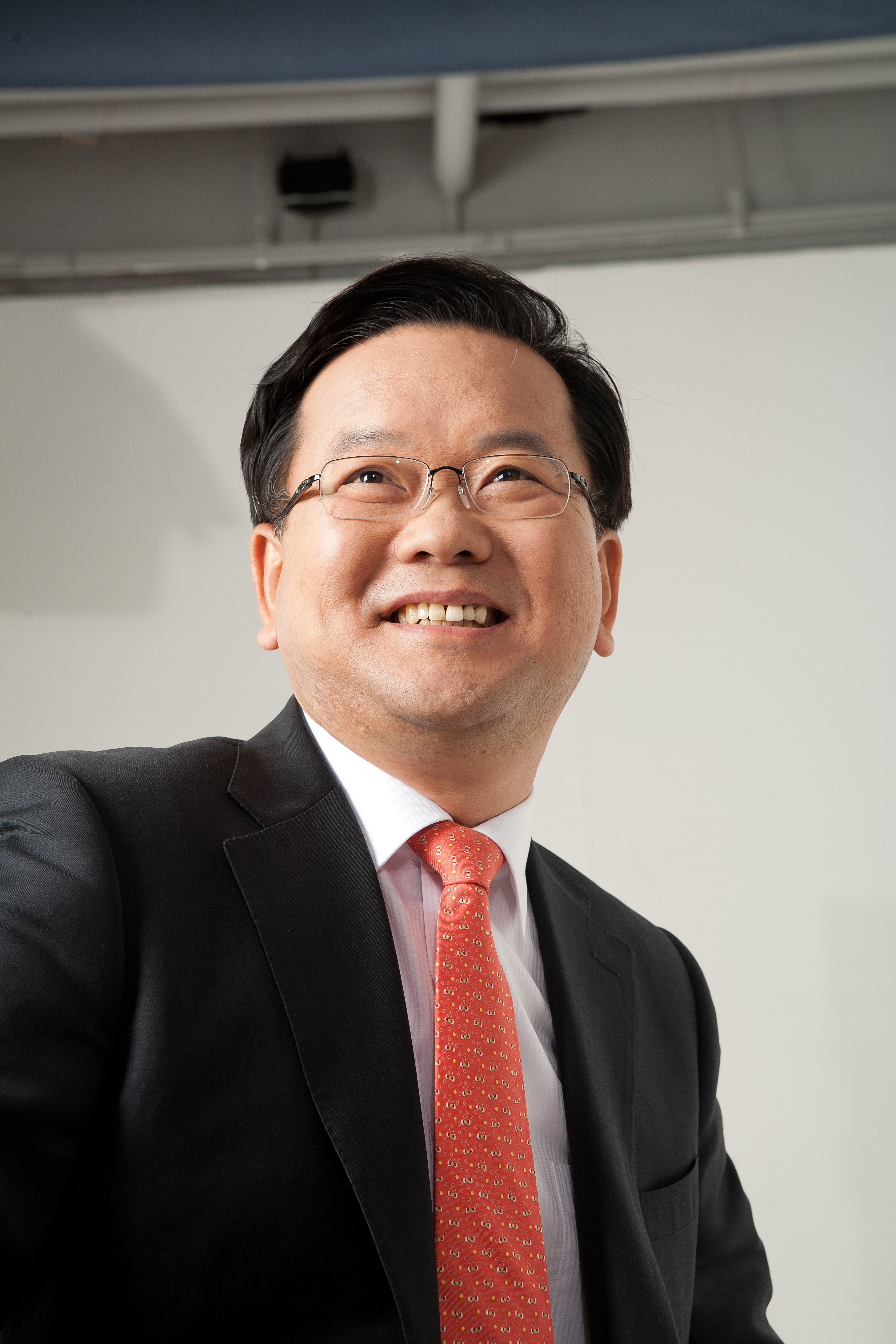
Kim Boo-kyum (2011)

Kim Boo-kyum (* 21. Januar 1958 in Sangju, Gyeongsangbuk-do) ist ein südkoreanischer Politiker der Deobureo-minju-Partei, der zwischen 2017 und 2019 als Innenminister im Kabinett Moon Jae-in amtierte. Er war vom 14. Mai 2021 bis 10. Mai 2022 Premierminister der Republik Korea.

## Werdegang
Kim studierte von 1976 bis 1987 Politikwissenschaft an der Seoul National University. Im Jahr 2000 wurde er für die Hannara-Partei als Abgeordneter für die Stadt Gunpo gewählt. Er hielt den Sitz bis 2012, wechselte jedoch 2003 zur liberalen Vorgängerpartei der DMP. 2014 bewarb sich Kim erfolglos um das Bürgermeisteramt von Daegu. Seit der Parlamentswahl 2016 war er Abgeordneter in der Gukhoe für den Sitz A des Suseong-gu von Daegu. 2017 wurde er nach dem Wahlsieg von Moon Jae-in in dessen Kabinett als Innenminister berufen. Seinen Sitz im Parlament verlor er bei der Parlamentswahl 2020 an Joo Ho-young. Kim unterlag Lee Nak-yon bei der Wahl des Parteivorsitzes der DMP und galt als möglicher Kandidat in der Präsidentschaftswahl in Südkorea 2022.